# Благовещенская церковь (Витебск)
Благове́щенская це́рковь (бел. Дабравешчанская царква), также церковь Благовещения Пресвятой Богородицы — православный храм в Витебске на левом берегу Западной Двины, памятник древнерусской архитектуры XII века. Относится к шестистолпным трёхапсидным крестово-купольным храмам. Средний неф шире боковых. Храм был снесён в 1961 году и воссоздан в 1990-е годы из современных материалов.

## Строительная история
Письменные источники не сохранили сведений о дате возведения витебской церкви Благовещения. Летописные источники XVI—XVII веков — (хроника Стрыйковского, хроника Быховца) относят возведение церкви к XIV веку и связывают с именем князя Ольгерда. Предание, фиксированное в городской летописи XVII века, говорит о возведении храма Благовещения в Витебске в 974 году княгиней Ольгой одновременно с основанием города.
Первое обследование храма было осуществлено в конце XIX века Андреем Павлиновым, который выдвинул предположение о времени его возведения в рамках X—XII веков, более склоняясь к XI веку. Первая обоснованная датировка строительства храма выдвинута в начале 1920-х годов Н. И. Бруновым (который отнёс её к XII веку) и не оспорена до сего дня. Результаты проводившихся археологических исследований (в 1960—1990 годы) под руководством Г. Штыхова, О. Трусова, П. Раппопорта и Т. Бубенько, а также анализ и изучение архитектурных форм, строительной техники и Фрагментов фресок, дают основание датировать строительство церкви в пределах XII века и предположить участие в возведении храма византийских мастеров и использование византийского строительного опыта.
Церковь несколько раз перестраивали. В 1619 году по приказу короля Сигизмунда III передана униатам. Церковь сильно пострадала во время Северной войны. В 1714 году был произведён ремонт, а в 1759 церковь перестроена в стиле позднего барокко. В 1832 году церковь была возвращена православным и в середине XIX века перестроена ещё раз.
Церковь сильно разрушена во время Великой Отечественной войны, затем взорвана для устройства трамвайного разворотного круга в 1961 году (по заявлению руководителя Департамента культурного наследия Москвы Александра Кибовского с одобрением Никиты Хрущёва, по другим сведениям по решению городских властей), причём стены сохранялись на высоту до 5 метров. В 1968 г. археологом М. К. Каргером произведены раскопки и частичная разборка обломков. В 1977 году произведена консервация руин церкви.
В 1993—1998 годах церковь Благовещения Пресвятой Богородицы восстановлена в облике XII века по проекту архитектора Г. А. Лаврецкого с сохранением фрагментов оригинальной кладки (кладка стен — чередование доломитовых тёсаных блоков с двумя или тремя рядами плинфы).